# 遠藤事件
遠藤事件（えんどうじけん）は、1975年に新潟県東蒲原郡で発生した交通事件。新潟（津川町）ひき逃げ事件とも呼ばれる。
| 年     | 月日           | 事柄                                              |
| ------ | -------------- | ------------------------------------------------- |
| 1975年 | 12月20日       | 事件発生。                                        |
|        | 12月23日 -24日 | 遠藤祐一、取調べを受ける。                        |
| 1976年 | 初頭           | 遠藤に90日間の免許停止処分。 （後に45日間に短縮） |
|        | 03月           | 遠藤、書類送検される。                            |
| 1977年 | 02月12日       | 遠藤、在宅起訴される。                            |
|        | 05月24日       | 新潟地裁で一審公判開始。                          |
| 1982年 | 09月03日       | 一審終了。 遠藤に禁錮6か月執行猶予2年の有罪判決。 |
| 1983年 | 04月19日       | 東京高裁で控訴審開始。                            |
| 1984年 | 04月12日       | 控訴審終了。高裁が控訴を棄却。                    |
| 1989年 | 04月21日       | 最高裁が破棄自判により無罪判決。                  |
|        |                |                                                   |
| 1991年 | 01月07日       | 遠藤、国家賠償を請求。                            |
| 1996年 | 03月16日       | 東京地裁、請求を棄却。                            |
| 2002年 | 03月13日       | 東京高裁が控訴を棄却。                            |
| 2003年 | 07月11日       | 最高裁が上告を棄却。遠藤の敗訴が確定。            |

1975年12月20日夜、東蒲原郡津川町（現・阿賀町）を走る国道49号上で轢死体が発見された。捜査の結果、事件発生時前後に現場を通過していた当時20歳のトラック運転手、遠藤祐一がひき逃げ犯として浮上した。ほどなく警察の調べに対し遠藤はひき逃げを自白し、そのトラックからも多数の血痕や毛髪が発見されたとされた。しかし、1977年に新潟地裁へ在宅起訴された遠藤は容疑を全面的に否認した。弁護側も、トラックの付着物には不自然な点があり、真犯人は他に存在する、と法廷で訴えた。だが、1982年に下った一審判決は執行猶予付きの有罪判決であった。弁護側は東京高裁へ控訴するも、1984年に控訴は棄却された。
しかし、冤罪を訴える弁護側にもやがて支援の声が集まり、1989年の上告審判決において最高裁は、最高裁判断において極めてまれな、破棄自判による無罪判決を言渡した。これにより遠藤の無罪は確定し、事件は発生から13年を経て冤罪と認められた。その後、遠藤は国のみならず起訴検察官と一審・控訴審裁判官らに対しても国家賠償請求訴訟を提起したが、訴えはすべて退けられている。

## 事件現場
1975年当時、福島県いわき市から新潟県新潟市までを結ぶ国道49号は、両県県境の新潟側で最初に東蒲原郡津川町を通過していた。阿賀野川と会津街道の交錯する要衝である津川町は、古くは津川城の城下町として栄え、それと同時に城下町の特徴として弓矢や鉄砲などの飛び道具を無効化するために、道路がほぼ直角にねじ曲げられてクランクを形成している地点が存在した。事件当時、このクランクには信号機がなく、さらに直角のカーブ地点では中量級車同士がすれ違うだけの道幅はなかった。そして、クランクから新潟市方面へ約140メートル進んだ地点にはタクシー会社の電飾看板が設置されていた。遠藤事件の現場となったのは、国道49号上のこのクランクから新潟市方面へおよそ270メートル進んだ地点である。

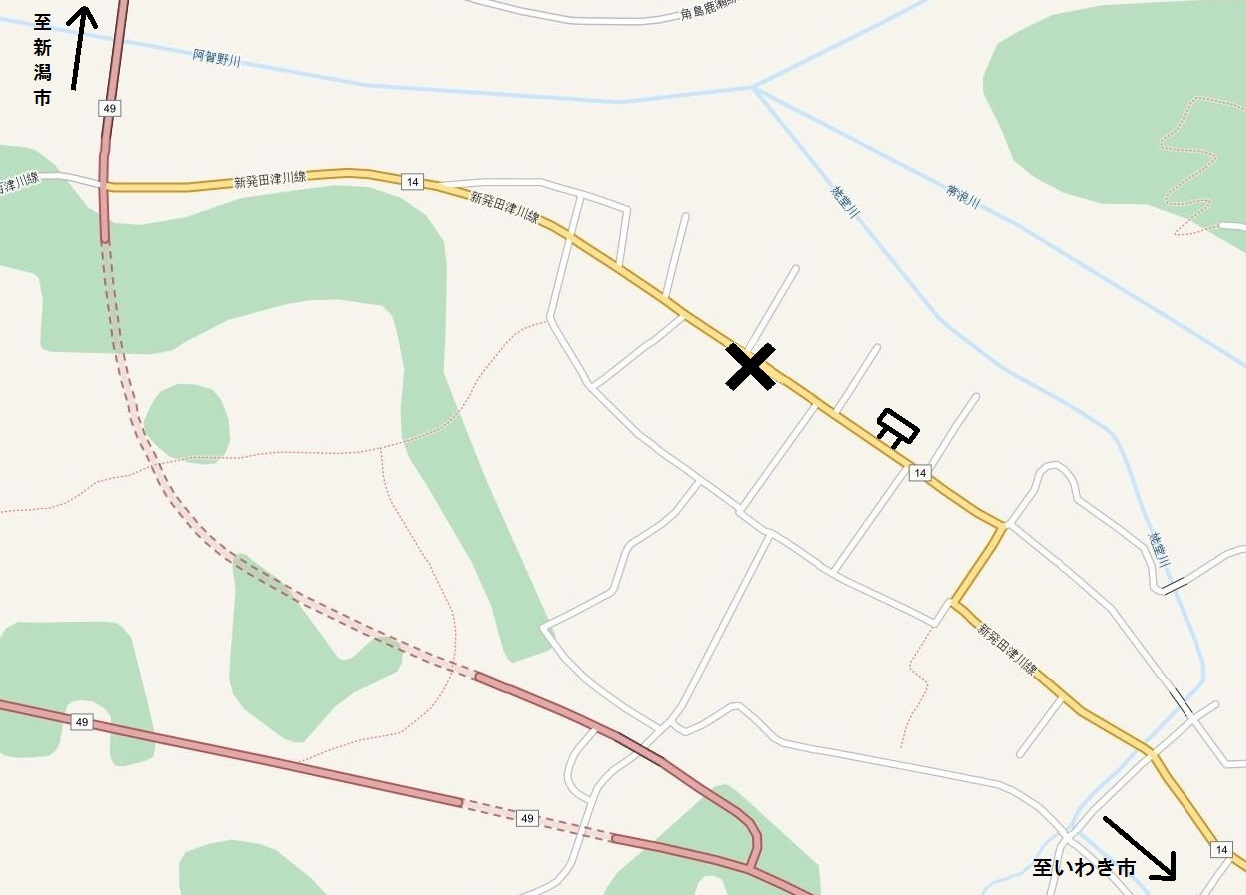
事件現場と電飾看板、クランクの位置関係
事件当時は国道49号であった現場の区間は、上図では1980年に津川バイパスが開通したことにより新潟県道814号新発田津川線（現・新潟県道14号）に認定が変更されていることに注意。

1975年12月20日の21時25分頃、頭部から胸部にかけてを轢過された状態の土木作業員（当時40歳）の遺体が現場で発見された。被害者は酩酊して道路中央で寝込んでいたところを轢き殺されたとみられたが、現場には血液によるタイヤ痕はなく、塗膜片などの車の遺留物も発見されなかった。しかし現場の状況から、加害車両はいわき市方面へ走行する単一の中量級トラックないしバスであると推定された。

## 被疑者
後に被害者を轢き殺したとして起訴される遠藤祐一（えんどう ゆういち）は、宮城県岩沼市に在する建材メーカー内の運送会社出張所に勤務する、当時20歳のトラック運転手であった。運転する車は1973年式（初代）いすゞ・フォワードSBR型ロングボディ、最大積載量4.5トンの平ボディ中量級車である。

### 事件前後の行動
事件当日、12月20日の11時10分頃に遠藤車は、取引先である富山県高岡市の工場を、積荷をすべて降ろした空荷の状態で出発した。往路と同じルートを辿って新潟県白根市で国道8号を外れ、新潟県道804号（現・国道460号）で新津市と五泉市を経由して国道49号に入った遠藤車は、阿賀野川に架かる麒麟橋を21時20分頃に通過している。その直後に差しかかった現場のクランクは、往路を含めても遠藤にとっては2度目の通過に過ぎなかったが、自動車教習所にあるようなその直角のカーブは遠藤に強い印象を与えたという。クランク付近で対向車線から大型バスがやって来るのを視認した遠藤は、トラックを左へ寄せて速度を落とした。この時、トラックがバスとすれ違った地点はタクシー会社の電飾看板があった付近である、と遠藤は後の取調べの段階から一貫して主張している。
バスとすれ違った遠藤車は、クランクを通過してさらに国道49号を進んだ。およそ30分後、遺体発見の報を受けて緊急配備検問を行っていた福島県警喜多方署西会津派出所前で、停車させられた遠藤車は2人の警官によって5、6分程度車体の点検を受けている。そして、この検問を通過した遠藤車は翌21日の深夜2時過ぎに、岩沼市へ帰還した。
休日を挟んで22日月曜日に遠藤が建材メーカーへ出社すると、ほどなく宮城県警岩沼署から2人の警官が会社へやって来て、トラックを見せるよう遠藤に要求した。この時、遠藤車は2人の警官と遠藤の同僚ら4、5人によって10分程度見分されたが、何の異状も発見されなかった。遠藤車に異状が認められなかったことは、この時会社に居合わせた遠藤の同僚全員が確認している。警官らは一度引き揚げたが、10時過ぎに再び会社へ現れ、トラックを新潟県警にも見分させるために岩沼署へ移動させるよう要求した。遠藤はこれを受け入れ、自らトラックを運転し11時過ぎに岩沼署へ乗りつけた。

### 付着物の発見
岩沼署へ到着した遠藤は近郊で昼食を済ませ、1時間ほど後に遠藤立会いのもとでトラックの実況見分が開始された。そしてその直後、遠藤車の右後輪外側面に19×20センチメートルの黒いシミが発見された。さらに翌23日に新潟県警の技官らによって続けられた実況見分でも、遠藤車からは多数の付着物が次々と発見されていった。
最終的に、遠藤車からは以下の付着物と痕跡が発見されたとされている。
1. 右後輪外側面からの、19×20センチの血液様の物
2. 右後輪外側面からの、2本の毛髪様の物（血液様の物に塗り込められた状態で付着）
3. 右前輪ショックアブソーバー下部ステーからの、皮膚片様の物
4. 右前輪ショックアブソーバー下部ステーからの、毛髪様の物
5. 右後輪フェンダーからの、血液様の物
6. 右後輪フェンダーからの、毛髪様の物
7. ラジエーターコアサポーター中央部からの、長さ21センチの布目痕[26]
8. ラジエーターシュラウド中央部からの、長さ6センチの布目痕[26]

これらの付着物については、(3) の付着位置や (4) の本数などに関して捜査報告書間で齟齬があるが、領置・押収調書が開示されていないため、詳細は不明となっている（下記参照）。

### 自白
付着物が発見された直後から遠藤は被疑者として扱われ、23日には岩沼署で、翌24日には出頭を命じられた新潟県警津川署で取り調べを受けた。当初、遠藤は調べに対して人を轢いたことを否定していたが、「お前の車のタイヤに人の血が付いている」として、弁明は聞き入れられなかった（しかし、これは遠藤から自白を引き出すための偽計であった疑いがある。下記参照）。取られた調書の内容に訂正を要求するも拒否され、やがて遠藤は、自身も気づかないうちに被害者を轢いたのかも知れない、と思うようになった。ほどなく、遠藤は調書の中でひき逃げを認めた。
上のように、調書において遠藤は、現場での異常走行体験とひき逃げの容疑を認める供述をしている。しかし、異常走行体験について遠藤は、消雪パイプを踏めば衝撃がある、とあくまで一般論として述べた部分を書き換えられたのだと後に主張している。また、遠藤が署名する前に警官に読み聞かせられた調書は、実際の文面とは全く異なったものであったとも述べている。一方で警察側によれば、24日の現場検証で遠藤は、痕跡が残っていない事件現場をほぼ正確に指示するという、秘密の暴露に類する供述をしたという。これに対して遠藤は、事件現場には警官に誘導されたのだと反論している。
年が明けて1976年の初め、遠藤は地元の公安委員会より90日間の免許停止処分を受けた。講習を受けることによって遠藤の免停期間は45日間に短縮されたが、不服申立制度があることは知らなかった。事件から3か月後、遠藤は新潟地検へ書類送検された。しかし、これ以降遠藤に対する追及は途絶え、遠藤は逮捕されることもなく事件から1年を過ごしている。

## 一審
事件から1年が過ぎようとしていた1976年12月6日、遠藤は突如として仙台地検古川支部へ召喚され、さらに2か月が経過した1977年2月12日に、新潟地検によって新潟地裁へ在宅起訴された。通常のひき逃げ事件では、道路交通法における負傷者救護義務違反が起訴理由に含まれるのが一般だが、遠藤に対する起訴理由は業務上過失致死罪のみであり、道路交通法違反は含まれていない。
一審公判は5月24日から開始されたが、公判において遠藤は容疑を全面的に否認した。遠藤の主任弁護人となったのは、弁護士登録から3年目の新人である阿部泰雄であった。しかし阿部は、開示されていた捜査記録を閲覧した段階で、遠藤は無実でありひき逃げ車両は別に存在する、と確信していた。

### 付着物に対する指摘

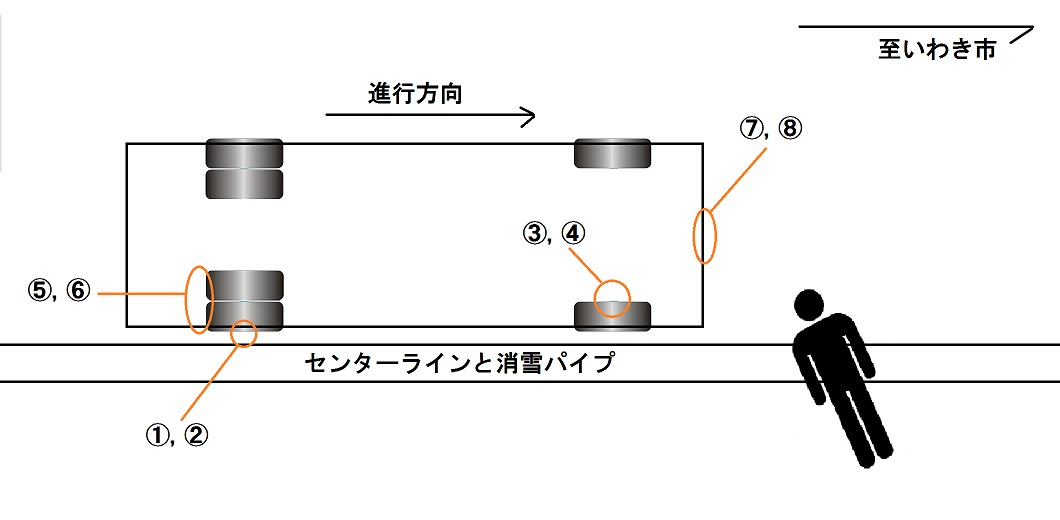
遠藤車の付着物と、被害者の体の位置関係

弁護側が主張したのは、遠藤車から発見されていた多くの付着物についての不自然さであった。

#### 押収調書の不存在
そもそも、これら付着物が証拠とされている以上、採取に当たっては必ず押収調書が作成されねばならず、それら押収調書も検察側から証拠請求がなされねばならない。にもかかわらず、検察側は押収調書の提出を（後の控訴審結審に至るまで）拒み続け、弁護側による開示要求にも、釈明要求にも返答を拒否している。また遠藤も、刑訴法第120条で定められているはずの押収目録の交付を受けていない。これらの点から弁護側は、そもそも押収調書は作成されておらず、付着物は違法に収集されたものであると訴えた。

#### 失われた被害者着衣
次に、検察側が提出した鑑定結果では、遠藤車ラジエーター付近から発見された布目痕 (7, 8) は被害者の着用していたポロシャツのものと一致したとされている。これに対し弁護側は、遠藤車のラジエーターコアサポーターは地上から44センチ、ラジエーターシュラウドは地上から57センチの高さにあるが、路面に横臥していた被害者の、なおかつアノラックの内側に着用していたポロシャツの布目痕がそのような高さまで付着することは不自然である、と反論した。
また、右前輪周辺からの毛髪様付着物 (4) についても、新潟県警本部科学捜査研究所（鑑識課）はこれを人の眉毛ないし睫毛であると鑑定している（下表参照）。これについて弁護側は、被害者は遠藤車の進行方向に対して、頭部を左側にして横臥していたのであるから、着衣の痕が発見された車体前面中央部よりも右の位置から被害者の頭部毛髪が発見されることはありえない、と主張した。さらに、公訴事実の中では、遠藤車はその右後輪のみで被害者を轢過したとされているが、直進する遠藤車の前に横臥していた被害者が右前輪の轢過を受けずに右後輪に轢かれるような状況は想像し難い、とも主張した。
弁護側は物証であるポロシャツを再鑑定のため提出するよう検察側に求めたが、被害者の着衣は事件の翌月には遺族へと返却され、すでに焼却されていた。これについて被害者遺族は、警察から着衣の返却を受けた際に「証拠の部分は切り取ってある」と言われた、と後に語っている。加えて、被害者遺体と遠藤車の双方を見分した津川署交通係員は、津川署の本件担当責任者や岩沼署側担当者の主張に反してまで、自身が遠藤車からタイヤ痕を採取したことを公判で否認している。
これらの点から弁護側は、布目痕・タイヤ痕がそれぞれ遠藤車・被害者着衣の痕跡と食い違ったために、検察側は事件から1か月も経たない時期に被害者着衣を処分させたのではないか、と疑念を唱えている。

#### 捏造の疑惑
異論は、付着物の発見経緯についても唱えられている。捜査記録によると、事件2日後の12月22日午前中に遠藤の職場を訪れた岩沼署の2人の警官は（上記参照）、その際に遠藤車を見分した段階で、右後輪にシミと毛髪 (1, 2) が付着していたことを確認していた、とされている。これについて弁護側は、記録が正しいとするならば、なぜ警官たちはシミを発見した時点で遠藤車の証拠保全を行わず、あまつさえ被疑者自身にトラックを運転させて署まで運ばせたのか、と疑義を呈した。そして、そもそも事件直後に遠藤車は福島県警喜多方署西会津派出所前で検問を受けているのに（上記参照）、付着物が見過ごされることがあるのだろうか、とも指摘した。
このように付着物の発見経緯が不自然であったことから、遠藤の支援者の一部には、遠藤が岩沼署へトラックを運んだ直後、彼が昼食のために署を離れた隙（上記参照）に付着物が捏造されたのだと主張する者もいる（後の国家賠償請求訴訟で原告側応援団長を務めた弁護士の庭山英雄など）。
しかし物証の捏造説に対しては、付着物が意図的に付けられたものにしては、その事件性が後の工学鑑定で強く否定されるなど（下記参照）、工作があまりに稚拙であること。昼食を終えた遠藤が署に戻った際にはすでにシミが乾燥していたこと。そもそも管轄外の事件に対して岩沼署がそうまでして解決を焦る理由がないこと。そして何より、付着物が発見された後も遠藤が逮捕されることはついになかったこと、などの理由から、支援者の側からも否定の声が強い。支援者のうち捏造説を否定する側からは、シミの正体は遠藤の職場から岩沼署までの4キロの道中で踏んだ泥、あるいは接触した縁石の跡である、といった推測がなされている（支援者らが実際に人血を用いて行った実験では、「タイヤは血液をはじく」との結果が得られている）。
これに対し捏造説を主張する側は、警察の手口はまず遠藤に物証を突きつけて自白させ、送検した後も犯人が挙がらない場合は略式手続にかける、というものであったと推測している。

#### 血痕鑑定

##### 宮城県警鑑定
遠藤は、取調べにおいて「タイヤから人血が検出された」と聞かされて自白している（上記参照）。岩沼署での取調立会警官も、1975年12月23日午後の取調べ中に、県警本部鑑識課からの電話連絡によって、人血反応が得られたとの情報を得た、と公判で述べている。また、鑑定を実施した鑑識課技官らも同様に、右後輪のシミ (1) を23日午後に沈降反応重層法で検査し、陽性の人血反応を得て、その結果を岩沼署へ電話連絡した、と証言している。
しかしこれらの証言は、弁護側から下記の船尾鑑定が提出されてから主張されるようになったもので、その詳細な鑑定データも保存・提出されていない。このため弁護側は、宮城県警による鑑定結果は、遠藤から自白を引き出すための虚偽であると主張した。

##### 新潟県警鑑定と船尾鑑定
裁判で最大の争点となった右後輪外側面の付着物に対しては、検察側が新潟県警鑑識課による鑑定結果も提出した。その鑑定書は本文3ページで検査経過の記載もない簡素なものであったが、それによると右後輪のシミ (1) は人血であり、なおかつ血液型も被害者のものであるO型と一致する、とされている（下表参照）。これに対して弁護側は付着物の再鑑定を行うよう裁判所へ求め、これを容れた裁判所は、北里大学医学部法医学教室教授の船尾忠孝を付着物の再鑑定人として選任した。そして、1978年10月9日付で新潟地裁へ提出した鑑定書で船尾は、右後輪のシミは人血ではない、と結論した（下表参照）。
また、新潟県警によってO型の人肉片とされていた右前輪周辺からの皮膚片様の物 (3) についても、船尾は人肉ではないと鑑定し、食い違いを見せた（下表参照）。これについても弁護側は、両者が鑑定した試料は同一物であるはずにもかかわらず、新潟県警の鑑定書に添付された試料写真と船尾鑑定書に添付されたそれの間に量の違いがなく、新潟県警が試料を消費した形跡がない、と疑念を唱えた。新潟県警側はこれについて、鑑定に使用した試料が実際には添付写真のものではなかったことを公判で認めている。
一方で、シミの中に塗り込められていた毛髪様の物 (2)、そして右前輪周辺からの毛髪様の物 (4) については、新潟県警と船尾の双方が人毛であると鑑定した（下表参照）。しかし、右後輪からの毛髪様の物について弁護側は、新潟県警による鑑定の時点では2本であった試料の数が、船尾鑑定の時点では4本へと増えていることについて疑念を唱えている（ただし、弁護側は自陣営が追い込まれたかのような印象を与えかねない試料の捏造説については、これを主張しなかった）。

##### 桂鑑定
鑑定の対立を受け、検察側はさらなる鑑定人として岩手医科大学医学部法医学教室教授の桂秀策を裁判所へ申請した。弁護側はこれに反対したが、裁判所は公判期日外に桂鑑定の採用を決定し、弁護側には一方的に通知を行ったのみであった。弁護側は、証拠採用が露骨に検察側寄りであるとして裁判官忌避を申し立てたが、却下された。そして、1979年9月7日付で新潟地裁へ提出した鑑定書の中で桂は、右後輪のシミ (1) のみならず、新潟県警の鑑定でも血痕であることが否定されていた（下表参照）はずの、右後輪周辺からの血液様付着物 (5) についても、O型の人血であると鑑定した（下表参照。ただしその根拠は、A型・B型抗体のどちらにも反応しなかったため、という消極的なものである）。
この桂鑑定で利用されている顕微沈降反応法は、桂自身が独自に開発したものであり、5年から18年が経過した微量の血液にも反応する鋭敏性と、数時間で反応が得られる迅速性がその特長であると宣伝されていた。しかし、試料とされた付着物は3年6か月前のものに過ぎないにもかかわらず、桂鑑定は陽性反応を得るまでに48時間から72時間という長時間を要している。さらに、桂鑑定で検出された血痕はピコグラム（1兆分の1グラム）単位という極微量のものであった。
これらの疑問点に対し桂は、そもそも血液が微量しか含まれない試料の鑑定では反応時間が長くかかって当然である、と後の最高裁判決後に反論している。また、新潟県警の鑑定結果との食い違いについても、顕微沈降反応法とロイコマラカイト緑反応法の鋭敏度に差はなく、さらに新潟県警の鑑定とは厳密には試料自体が異なっているのであるから、結果が異なるのも当然である、と反論している（新潟県警が鑑定した試料は1975年12月23日に新潟県警が採取したものであり、桂が鑑定した試料はその前日22日に宮城県警が採取したものを譲り受けたものである）。
だがそれと同時に桂は、検出結果が極微量であったのはみぞれか雨で流されたためであろうと鑑定当時は考えていたが、後に事件当夜の路面が乾燥していたことを知り違和感を抱いた、とも語っている（鑑定時の桂には、先入観を排するために遺体や路面、車両の状況は一切伏せられていた）。桂は後に右後輪のシミ (1) の写真を見た際には、シミの大部分は縁石か何かの跡であり、そのすべてが血液の原液であるとは考えられない、と述べている。
桂は、結局遠藤は「たまたま不幸にしてトラックから極めて微量の人血が証明されたため第一審で有罪になったと思われる」と事件を総括し、法医学者と物理学者の共同体制による事故再現が行われていれば付着物の矛盾も明らかになったであろう、と述べている。
| 鑑定人         | 鑑定日時                                                   | 鑑定試料 | 血液予備試験                                | 本試験               | 血液型鑑定 | 結論           |
| -------------- | ---------------------------------------------------------- | -------- | ------------------------------------------- | -------------------- | ---------- | -------------- |
| 宮城県警鑑識課 | 1975年 12月23日 13時過ぎ-15時過ぎ （異論について上記参照） | 1        |                                             | 沈降反応重層法陽性   |            | 人血           |
| 新潟県警鑑識課 | 1976年 1月14日 （鑑定書作成日）                            | 1        | ロイコマラカイト緑反応陽性                  | フィブリン平板法陽性 | O型        | O型の人血      |
| 新潟県警鑑識課 | 1976年 1月14日 （鑑定書作成日）                            | 5        | ロイコマラカイト緑反応陰性 （公判での証言） |                      |            |                |
| 船尾忠孝       | 1978年 7月22日-10月9日                                     | 1        | ベンチジン反応陽性                          | 輪環反応法陰性       |            | 人血の証明なし |
| 船尾忠孝       | 1978年 7月22日-10月9日                                     | 1        | フェノールフタレイン反応陰性                | 輪環反応法陰性       |            | 人血の証明なし |
| 桂秀策         | 1979年 5月17日-9月7日                                      | 1, 5     | ルミノール反応陽性                          | 顕微沈降反応法陽性   | O型        | O型の人血      |

| 鑑定人         | 鑑定日時                        | 試料2                                                                                          | 試料3              | 試料4              | 試料6    |
| -------------- | ------------------------------- | ---------------------------------------------------------------------------------------------- | ------------------ | ------------------ | -------- |
| 新潟県警鑑識課 | 1976年 1月14日 （鑑定書作成日） | 性別不詳の人頭毛髪 （引き抜きによるものとみられる）                                            | O型の人肉片        | 人の眉毛ないし睫毛 | わら繊維 |
| 船尾忠孝       | 1978年 7月22日-10月9日          | 性別不詳の人毛髪で、うち1本はO型 （引き抜きによるものかは不明。 被害者のものとみて矛盾しない） | 人の組織片ではない | O型の毛髪          |          |

#### 工学鑑定

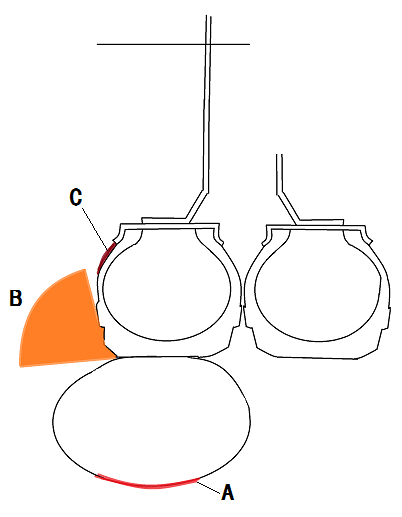
江守鑑定の図示
A - 最初に圧潰、出血が起こると考えられる部位
B - 仮に上方に血液が飛散したとして、その最大範囲
C - 付着物の位置

付着物の性質についての鑑定の他、弁護側は事件を自動車工学的に検討するため、交通事故に関する鑑定経験が豊富な成蹊大学工学部教授の江守一郎を、鑑定人として申請した。「供述は多かれ少なかれ当事者の有利に歪む」とのスタンスを持つ江守は、証言をほとんど参考にせず、物証のみを解析する手法を採った。その結果、1979年2月に提出した鑑定結果において江守は、右後輪のシミ (1) が血液ではないと工学的に断定した。
鑑定書において江守はまず、右後輪のシミは地上高およそ15センチの位置にあるが、被害者頭部を轢き潰したタイヤの接地面から15センチ上方まで血液が飛散することは不合理である、と述べた。仮に骨折の際にバーストがあったとしても、タイヤの側面に血液が接触すると推定される時間は0.04秒であり、そのような短時間ではシミのような血痕は形成されない、とも主張した。そして、タイヤに大量の血液が付着した場合には1回転ごとに明瞭な血痕が路面に残るはずであるが、事件現場にはそれがない、とも述べた。

#### その他の鑑定
事件の詳細な状況についての鑑定は、検察側が金沢大学の井上剛、弁護側が獨協医科大学の上山滋太郎の両大学医学部法医学教室教授を鑑定人として申請している。
1980年5月に提出された井上鑑定によると、被害者の顔面上部が圧平された反動で下顎部が持ち上がり、その部分からの血液がタイヤ外側面に付着することが「ないとはいえない」とされている。さらに、タイヤのシミが地上高19センチのリム付近まで達している点についても、「珍しいとは思われるが、周知のように交通事故の場合には、普通には一寸考え難いような事象が起こるものであるから」血痕付着の可能性は否定できない、とされた。井上は、被害者は半ば倒れるような姿勢で遠藤車の前に飛び出し、右前輪と後輪の両方に轢過されたと鑑定し、右前輪周辺からの皮膚片様の物 (3) が人肉ではないとしていた船尾鑑定も無視している。だが結局、井上鑑定は技巧的に過ぎるとして検察側にすら論告で無視された。
一方、同年7月に提出された上山鑑定では、被害者はうつ伏せになっていたところを左から右方向に、右前輪で頭部を、右後輪ダブルタイヤの内側で再度頭部を、外側で背部を轢過されたとされている。上山は、被害者が前輪と後輪の両方で轢過されたとすれば、地上高15センチの部位に血痕が付着する可能性はある、と鑑定している。しかし、これについて弁護側は、被害者の出血は頭部顔面からのみであり、右後輪ダブルタイヤ外輪が背部を轢過したと鑑定された以上、外輪外側面に血液が付着することはあり得ない、と主張した。
なお、遠藤の自白した異常走行体験は「車の後の方がバウンドした状態となり」という後輪のみによる轢過を示すものであり（上記参照）、前輪と後輪の両方による轢過とした井上鑑定、上山鑑定のいずれとも矛盾している。

### アリバイの主張
弁護側は遠藤車の付着物についても争点としたが、最も強く遠藤の無実の証明として主張したのは、遠藤には明白なアリバイが存在する、という点であった。
遠藤は事件直後の取調べの段階から一貫して、自分のトラックは事件現場を通過した後にクランク手前、電飾看板付近で大型バスとすれ違ったと供述している（上記参照）。遠藤がすれ違ったそのバスは後に新潟交通の津川駅行き最終バスであると分かったが、バスの運転手は事件現場の状況を次のように語っている。
バス運転手は、現場で目撃した被害者が「寝ていると思った。若し怪我をしたり死んでいるのが分かれば、現場を離れることはない」として、その時点では生存していたと語った。また、その供述に登場するタクシー運転手も異変に気付いた形跡が全くなく、公判での証言でもバス運転手は変わらずに、被害者は生きていたと述べている。すなわち、バスは現場を通過してきた遠藤車とすれ違い、その後に現場で被害者の生存を確認しているのであるから、これは遠藤に完璧なアリバイがあることを示している、というのが弁護側の主張であった（ただし、バス運転手の証言にすれ違い車両について触れた部分はない）。
検察側はこの証言に対して、バス運転手はすでに死亡していた被害者を生きていると誤認した、と反論した。しかし弁護側は、徐行していたバスとタクシーの運転手が揃って異変に気付かず、現場に広がっていた大量の出血を見逃すこともあり得ない、とさらに反論した。

### 検問記録

#### 検問票と「検問表」
遠藤のアリバイを主張する弁護側に対し、検察側は論告と最終弁論を残すばかりとなった第26回公判（1982年1月12日）の段階になって、事件当夜に行われた検問についての補充立証を裁判所へ求めた。その結果として検察側が法廷に提出したのは、事件当夜の検問の際に担当警官が記したメモ書きである検問票の、さらにそれを書き写したという「検問表」であった。この検問記録は、公判開始当初に弁護側が開示請求を行った際には、存在しないとされていたはずのものであった。さらに裁判所は検察側による、検問に一切従事していない、「検問表」を丸暗記しただけの警官の証人申請も認めた。
弁護側は、検問にまったく無関係な警官の証言も、作成者や作成経緯が一切不明な「検問表」も、ともに伝聞証拠禁止の原則に反するものである、として採用に強く抗議した。しかし、裁判所はこれを退けた。弁護側は引き続き、検問票の原本を開示するよう求めたが、裁判所はこれも退けた。

#### 後続車両
「検問表」によると、遠藤車は西会津派出所前で21時55分に検問を受けており、その一台後のトラックは22時ちょうどに検問を受けている。検察側が求めたのは、この22時に検問を受けたトラックの運転手の証人申請であった。裁判所はこの申請を容れ、さらに証人尋問はトラック運転手の仕事の都合により、福島地裁会津若松支部で非公開の期日外尋問として行う、と決定した。憲法第82条で定められた裁判の口頭主義に反するとして、弁護側はこの決定に激しく反発したが、異議は退けられた。
「検問表」とトラック運転手の証言を総合すれば、このトラックは、遠藤車と同じく新潟市方面からいわき市方面へ走行中に、事故処理中の現場へ差しかかって停車させられた。通行規制が解除されて最初に現場を発進したトラックは、22時ちょうど、「4トンの平ボディで空荷のトラックが検問所を出た直後に」西会津派出所前へ到着したという（対して遠藤は、検問所を出発する際に後続車はいなかったと主張している）。さらに、証言においてトラック運転手は、「事故現場を出発して、時速60-70キロくらいの速度で走り、西会津派出所に到着するまで、他の車を追い越したり、他の車に追い越されたりはしなかった」と述べている。
すなわち、このトラックは事件発生直後から封鎖されていた現場を真っ先に発進し、車列に変更が一切ないまま検問所で遠藤車に追いついたのであるから、犯行車両は遠藤車以外にはあり得ない、というのが検察側の主張であった。

##### 証言に対する疑問
しかし、このトラック運転手の証言に対して弁護側は、車列に変更が起こらない状況は、対向車線がない一車線の道路で、かつ脇道がなく路肩に駐車場もないという極めて特殊な環境でしか起こり得ない、と反論した。そして、現場から検問所までの26キロの道のりには、少なくとも県道レベルの脇道が4本あり、その他の道路や駐車場も多数ある、として検察側の主張を否定した。
これに加えてトラック運転手の証言には、7年前に受けた検問で偶然に自車の前に居合わせた車を「4トンの平ボディで空荷のトラック」と詳細に記憶していることは不自然である、といった指摘や、事故処理の状況からみてトラックが現場を発進したのは21時41分以降のことであるが、22時ちょうどに検問所に到着するためには、急カーブの続く山道を平均時速83.5キロで走行しなければならない、といった指摘がなされている。

### 第一発見者の証言

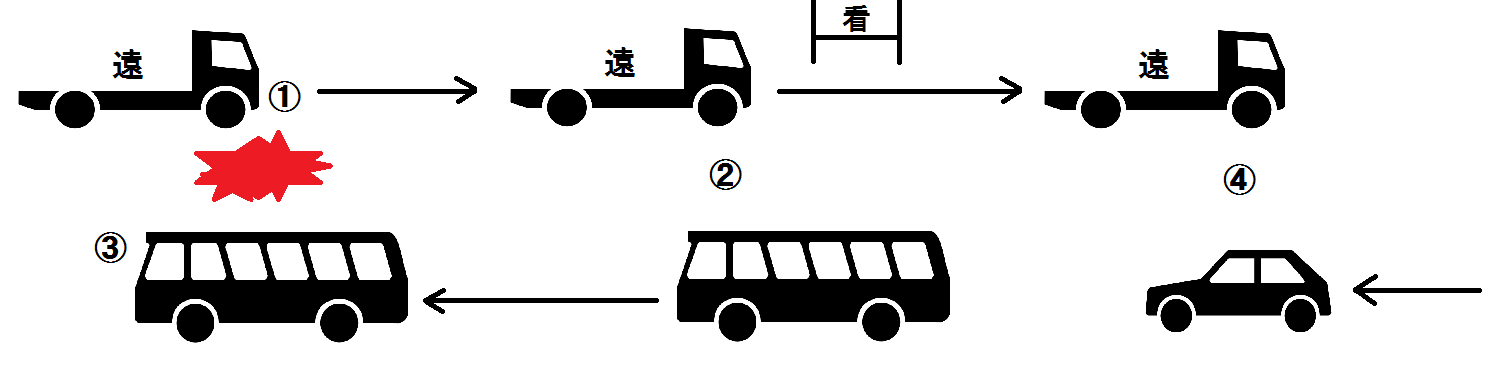
検察側の主張
1. 遠藤車が被害者を轢殺
2. 遠藤車が、電飾看板付近でバスとすれ違う
3. バス運転手が、現場で被害者の遺体を目撃
4. 第一発見者が遠藤車を目撃

加えて検察側に疑義が呈されたのは、遺体の第一発見者の供述の、ある部分についてであった。事件当夜、国道49号を遠藤車とは逆方向に、いわき市方面から新潟市方面へ走行していた第一発見者の車は、新潟交通のバスに追い越されて1分から1分半後にクランクへ差しかかっている。そして、その際の状況を第一発見者は次のように公判で証言した。
第一発見者は、バスに追い越された直後に現場で被害者の遺体を発見したと語っているが、現場に到達するまでに追い越し車両はなく、現場までにすれ違ったトラックも一台のみであったという。そして検察側は、第一発見者がクランク手前ですれ違ったそのトラックこそが遠藤車である、と断定した。
ところが、そのトラックの特徴を尋ねる検察側の質問に対しては、第一発見者は「四角い箱みたいな感じ」の荷台をした、冷凍車のような形状の車両であったと第7回公判（1977年12月20日）で述べている。空荷の平ボディという遠藤車の外観とは食い違うこの目撃証言に対し、検察側は、目撃したトラックについて第一発見者が「すれ違った車は少なくとも冷凍車ではなかった」と正反対の供述をしている検面調書（1977年10月12日付）を第14回公判（1978年8月29日）で提出した。
この矛盾について追及された第一発見者は、同第14回公判において、検面調書の内容の方が「記憶の新しい時に述べているので正しいと思う」と証言した。しかし、第一発見者は同公判において、この検面調書は「お前の記憶は間違っている」と検察官に説得されて作られたものであり、「自己の記憶に反して不本意」なものであるとの不満も述べている。

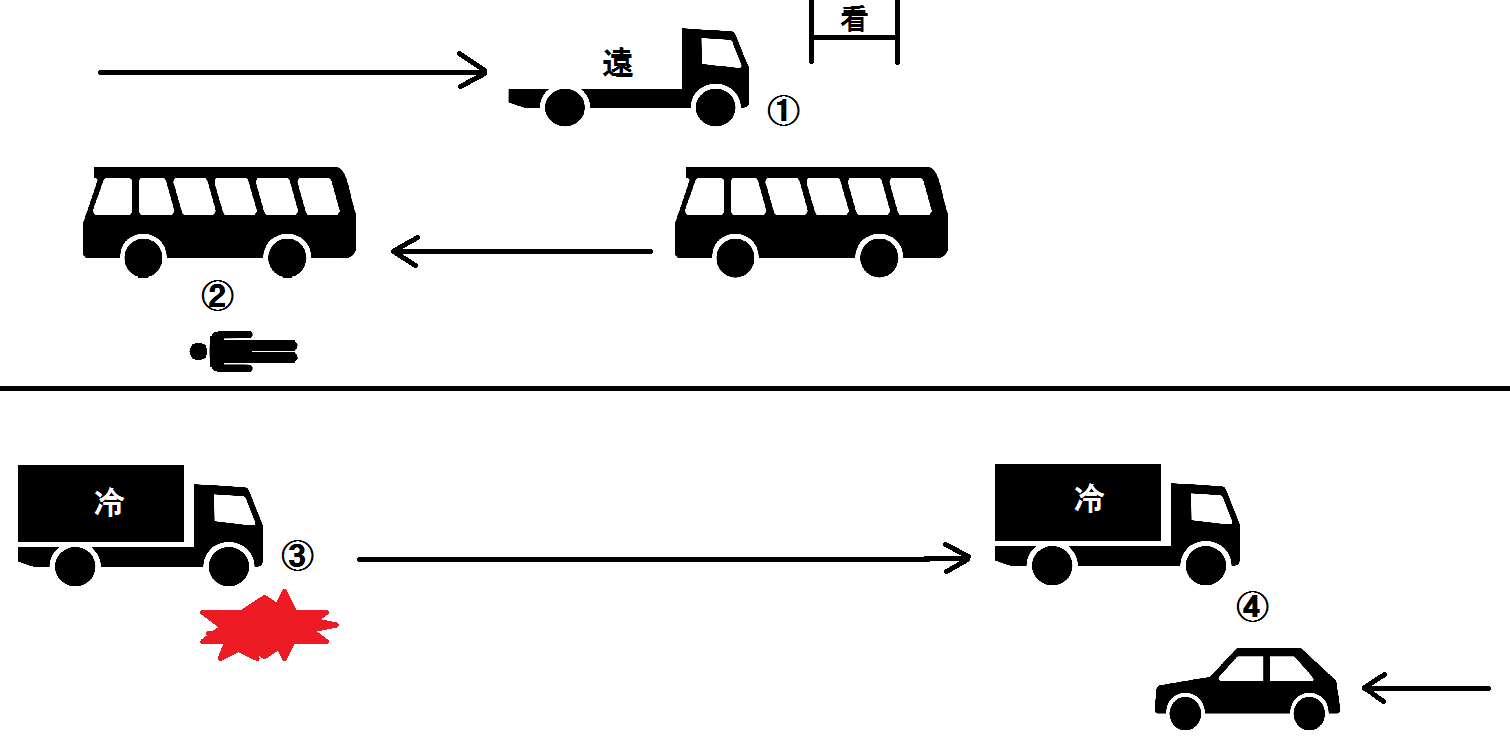
弁護側の主張
1. 遠藤車が現場を通過し、電飾看板付近でバスとすれ違う
2. バス運転手が、現場で生存時の被害者を目撃
3. 「冷凍車」が被害者を轢殺
4. 第一発見者が「冷凍車」を目撃

### 一審判決
1981年4月の裁判所の構成変更を経て通算32回の公判を重ね、事件から7年近くが経過した1982年9月3日が、遠藤に対する判決言渡し日とされた。傍聴に訪れたマスメディアの多くは無罪判決が下されることを確信し、予め無罪を報じる枠を取っていたテレビ局もあったという。だが、阿部は「遠藤を有罪にするために裁判をしたような」裁判官の訴訟指揮から、有罪判決が下されることを危惧していた。
そして、裁判長の宮嶋英世が言渡したのは、禁錮6か月、執行猶予2年の有罪判決であった。
判決は、「本件事故は被告人が惹起したものというほかなく、全証拠を精査しても、その間に合理的疑いは存しない」とした。個々の事実認定については、以下のように判断を下している。

#### 付着物について
検察側と弁護側で意見の割れた血痕鑑定の結果については、一審判決は桂鑑定を全面的に採用した。船尾鑑定については、試料の古さに対する配慮が乏しく「検査を安易に進めた節の窺える」としてこれを排斥している（これについて弁護側は、2-3万倍もの鋭敏度を誇るフェノールフタレイン反応試験が、陰性となるまでに高度に希釈されていたとは、船尾鑑定書添付写真の色調からみても考えられない、と反論している）。試料の本数の食い違い（上記参照）についても、単なる書類の誤記載であるとして退けた。最終的に判決は、右後輪周辺からの3点の付着物 (1, 2, 5) について、事件との関連を認めている。
轢過の様態については、右後輪のみによる轢過とした検察側の主張を否定し、被害者は右前輪で体を轢過された後に右後輪で頭部を轢過されたと認定した。このため、認定と矛盾する右前輪周辺の付着物 (3, 4) については判決では触れず、布目痕 (7, 8) についても事件との関連を否定した。付着物について工学的に疑義を呈した江守鑑定についても、「右後輪のみによる轢過を前提としたものであるうえ、その分析手法もいささか機械工学的なものに偏りすぎている」の一言で退けた。
西会津派出所前での検問で付着物が見過ごされたのは不自然である、との弁護側の主張に対しては、深夜に懐中電灯の明かりを頼りに5分程度行われた検問では、付着物が見過ごされたとしても不合理ではない、とした。付着物を見ていないとした遠藤の同僚の証言や、遠藤自身にトラックを岩沼署まで運ばせた不自然さについての弁護側の主張は、判決では触れられなかった。

#### 各証言について
判決は、遠藤の自白についても、目撃したトラックが冷凍車ではなかったという第一発見者の検面調書（上記参照）についても、検問所で遠藤車と後続トラックが入れ違いになったという検問記録（上記参照）についても、そのすべてに証拠能力を認めた（これについて弁護側は、検問に無関係な警官の証言〈上記参照〉を考慮した認定であり、明白な伝聞証拠禁止原則違反である、と抗議している）。
第一発見者が目撃したのは遠藤車ではなくその後続車である、との弁護側の主張は、その証言にすれ違ったトラックが一台しか登場しないことから退けられた（これについて弁護側は、遠藤車は第一発見者が妻と荷物を降ろしている間にその車とすれ違った、と主張している）。トラック運転手の供述の時間的不自然さについても、数値の取りようによっては不合理ではない、とされた。
弁護側が遠藤の無実の証明であるとした、バス運転手の証言については、運転手が目撃したのは被害者の遺体であるとする検察側の主張は退けられた。判決は、バス運転手が生存中の被害者を見たと認定したが、それとほぼ同時刻に遠藤車が現場を通過したとするならば、遠藤が被害者を目撃していないのは不自然である、とした（これについて弁護側は、酩酊状態の被害者であっても、30秒間に現場までの20メートルを移動するのは不可能ではない、と反論している）。
そして、そもそもバスとすれちがったのが電飾看板付近（すなわち、現場からいわき市方面およそ130メートル地点）であったという遠藤の供述に信用性がなく、遠藤車とバスとの正確なすれ違い地点は、現場よりさらに新潟市方面の地点であったと認定した（すれ違い地点が現場よりいわき市方面であった点については、検察側すら争っていなかった）。この認定により判決は、バス運転手は生存中の被害者を目撃した後で遠藤車とすれ違い、その後に遠藤車は現場を通過したのであるから、遠藤のアリバイは成立しない、とした。

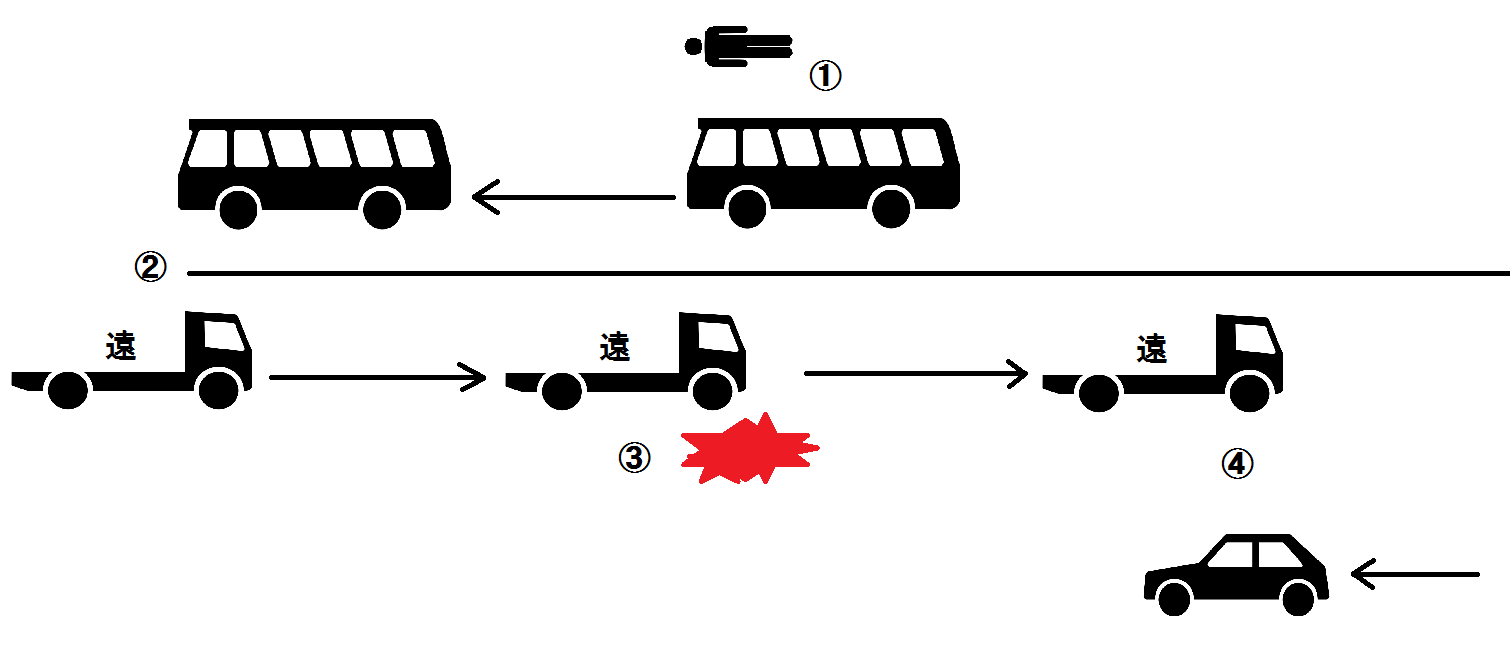
裁判所の認定
1. バス運転手が、現場で生存時の被害者を目撃
2. 現場より新潟市方面の地点で、遠藤車がバスとすれ違う
3. 遠藤車が被害者を轢殺
4. 第一発見者が遠藤車を目撃

## 控訴審
一審の有罪判決に対し、弁護側は翌1983年1月6日に控訴趣意書を東京高裁へ提出した。公判は同年4月19日に開始されたが、弁護側はやはり起訴事実を全面的に争った。
控訴審で新たな争点となったのは、西会津派出所前での検問の記録についてであった。検問に立ち合った警官は公判で、遠藤車の付着物を見落としたのは、暗い中を車体前面を中心に1、2分程度見分したのみであったためである、と述べた。さらにこの警官は、遠藤車の後続トラックを検問した段階で遠藤車による犯行を怪しみ、即座に外部へ手配を求めたとも証言している。しかし、津川署や福島県警の記録にそのような形跡は残されていない（検察側は、通例作成されているはずの「総括捜査報告書」を開示していないため、遠藤が被疑者と特定された経緯は不明となっている）。
一方でこの警官は、タイヤ外側面に懐中電灯を当てて観察したが、付着物を認識しなかったとも述べている。また一方でこの警官は、検問を実施した際に遠藤車に後続車両はいなかった、とも証言している。弁護側は検問時の状況について実地検証を求めたが、裁判所はこれを却下した。
「検問表」ではなく原本の検問票を提出するよう求めた弁護側に対し、すでに3年の保存期間を過ぎたため検問票は廃棄処分された、と検察側は釈明した。実際に検問票を作成した警官については、転勤のために出廷不能であるとされた。だが、検察側はその代わりに検問票を「検問表」に書き写したという警官を証人として申請した。裁判所はこれを受け入れ、さらに一審では認められていなかった「検問表」の証拠採用も認めている。弁護側はこれも伝聞証拠禁止原則に反していると抗議したが、退けられた。
また、一審判決で自身の鑑定が「右後輪のみによる轢過を前提としたもの」として退けられた点について、江守は7月に提出した鑑定補充書の中で、「鑑定結果は右前輪による轢過如何に影響を受けない」と反論した。

### 控訴審判決
7回の公判を重ねた1984年4月12日が、控訴審判決の言渡し日とされた。だが、その結果はやはり控訴棄却の有罪判決であった。
裁判長の山本茂が言渡したこの判決は、基本的には一審判決を追認するものであったが、以下の点では独自の認定を行っている。
江守から反論があった、右後輪付着物 (1, 2) についての発生経緯については、タイヤが被害者の顔面を皮膚を剥ぎ取りながら轢過し、その皮膚片がタイヤ側面に接触した結果生じた、とした。判決は、江守鑑定はタイヤが被害者の顔面上で横ずれした可能性を考慮していないと指摘し、路面に血のタイヤ痕が残されていない点についても、上のような発生経緯を取ったとすれば何ら不合理ではない、とした（これについて弁護側は、トラックのタイヤが横ずれを起こすことは人体のような軽量物を轢いた場合にはあり得ず、また左後輪には横ずれを起こした痕跡がない、と反論している）。右前輪周辺の毛髪様の物 (4) についても、一審とは異なり事件との関連を認めた。
これに加え、弁護側が後に「他に例をみない悪質極まる認定」と批判したものに、「検問表」の作成者についてのものがある。公判で弁護側は、検問票を作成した本人が出廷できない状況での「検問表」は伝聞証拠に過ぎず、証拠能力を持たない、と主張していた（上記参照）。ところが判決は、「検問表」を書き写した警官について、その警官本人が「自分は検問に従事していない」と公判で証言していたにもかかわらず、「検問に従事して自ら検問票を作成した」と認定した。さらに阿部によれば、裁判官は判決文朗読の際、この認定の部分を正確に朗読せず、後に弁護側に送達された判決書だけに記載したという。
30分に渡る判決文の朗読を終えた裁判官らが退廷しようとした時、遠藤は「裁判長！ 裁判長が何と言おうと、私は轢いていないのです。私は……」と叫んだ。だが、遠藤が言葉を終えないうちに、裁判官らは退廷した。弁護側は直ちに上告を申立て、同年9月に上告趣意書を最高裁へ提出した。

## 上告審
一審が始まってほどなく遠藤は職場を去り、裁判費用を捻出するために、高給を求めて職を渡り歩いた。それでも足りずに親兄弟や金融機関へ借金を重ね、阿部の弁護活動も手弁当で行われた。遠藤は公正判決を求める署名を集めるために全国を巡り、冤罪を訴える写真展も開かれた。自鑑定を再三に渡って否定された江守も、右後輪の付着物について、1984年7月に提出した意見書において「物理法則に従って『残らない』と言うのであって、単に本鑑定人が個人的に『残らない』と考えたというのではない」「全く物理的に不可能なことであって、このような非科学的な推論がまかり通ることは許されない」として、激しい反発を示している。
やがて弁護側にも支援の声が集まり始め、当初は阿部一人であった弁護人は総勢約140人の大弁護団となった。集まった署名の数も、1988年3月の時点で21万4122名に達した。同月には最高裁が口頭弁論の開始を通告し、マスメディアの間にも、有罪判決が破棄差戻しされるとの見方が強まった。

### 上告審判決
そして、事件から13年以上が経過した1989年4月21日、島谷六郎が指揮する最高裁第二小法廷により、上告審判決は言い渡された。
それは、弁護側も支援者らも予想しなかった、極めてまれな破棄自判による無罪判決であった。
遠藤の供述について
自車がバスとすれ違った地点は、電飾看板があった地点であるとの遠藤の供述は、現場に他に電飾看板と見誤るようなものが存在しないことからも、信用できる。さらに、その自白は右後輪のみによる轢過を推定させる内容であり、右側両輪による轢過とする各鑑定とは矛盾している。自白は取調官の誘導と遠藤の想像の産物である疑いが拭えない。
第一発見者の証言について
一審・控訴審判決は、第一発見者がすれ違ったトラックは一台のみであったという証言から、そのトラックを遠藤車と認定した。しかし、特に対向車線のトラックに注意を払っていたわけでもない第一発見者の証言にトラックが一台しか登場しないからといって、第一発見者が走行した2キロの区間でトラックが他にすれ違わなかったと断定することはできない。よって、遠藤車の後続車がひき逃げ車両である可能性は排除できない。
検問記録について
遠藤車の一台後のトラックが、車列に一切の変更のないまま検問所へ到着したとする一審・控訴審判決の認定は、現場から検問所までの区間に多数の脇道や駐車場があり、ひき逃げ車両がそれらを利用して車列を変更する、あるいは新潟市方面へ引き返すことが可能であるから、成り立たない。
血痕鑑定について
船尾鑑定は明快であり、むしろ一審・控訴審判決がそれの何を疑問としたのかが判然としない。桂鑑定については、反応までに48時間ないし72時間を要した点が、桂自身が謳う顕微沈降反応法の特長と矛盾しており、また仮に桂鑑定を採用したとしても、それは右後輪にピコグラム単位の極微量の血液が付着していることを示すに過ぎない。
工学鑑定について
一審判決は、江守鑑定を「機械工学的なものに偏りすぎている」として排斥したが、工学鑑定が機械工学的なのは当然である。井上鑑定および上山鑑定は江守鑑定に批判的であるが、説得的な論拠はない。よって、遠藤車の右後輪付着物を本件に由来する血痕と認めるには疑問が残る。
付着物の発見経緯について
検問が夜間に行われたために、19×20センチという大きな付着物も西会津派出所前で発見されなかった、との一審・控訴審判決の認定は首肯し難い。むしろ検問時に右後輪付着物は存在しなかった可能性も否定し切れない。また、警官らが遠藤の職場で付着物を発見しながら、即座に証拠保全もせず遠藤自身にトラックを岩沼署まで運ばせた、との一審・控訴審判決の認定は、それ自体不自然であると言わざるを得ない。
その他の付着物について
遠藤車からの毛髪様付着物については、路面に毛髪が落ちているのはありふれたことなので、これを以てして遠藤車がひき逃げ車両であると推定させる力は強くない。ラジエーター周辺の布目痕についても、本件に関連するとは考えられない。
判決は個々の争点について上のように判示して、弁護側の主張をほぼ全面的に肯定した上で、「被告人を有罪とした第一審判決及びこれを是認した原判決は、それぞれ証拠の評価を誤り、判決に影響を及ぼすべき重大な事実誤認を犯したものといわざるをえず、これを破棄しなければ著しく正義に反するものと認められる」と結論した。

## 国賠訴訟
無罪判決が確定し、遠藤は442万5519円の刑事補償を受け取った。だが、遠藤と651人の代理人弁護士は、この補償を全額注ぎ込んでの国家賠償請求訴訟を、1991年1月7日に提起した。1100万円の賠償を求めて、遠藤と阿部を始めとする原告側が被告としたのは、国のみならず起訴検察官と一審・控訴審裁判官の計7個人であり、特に裁判官個人に対する提訴が行われた点では、極めて異色のものとなった。そして原告側が何よりも問題視したのは、かつて遠藤に有罪判決を下した裁判官の中に、その後栄転した者が複数いるということであった。

### 原告側の主張

#### 検察官の行為の違法性
原告側は、検察官による公訴の提起・追行について
- バス運転手の証言からみた、遠藤のアリバイ成立可能性の見逃し
- 右後輪のシミ (1) の形成メカニズムの不合理の見逃し
- 右後輪のシミが検問で見過ごされた不合理の見逃し
- 遠藤車前面の布目痕からみた、被害者の轢過様態の不合理の見逃し
- 重要な物証である被害者着衣を処分させたこと
- 地検召喚段階で否認に転じた遠藤の供述の検討不尽

において、経験則・論理則からして不合理なまでの有罪心証形成をなした違法・過失があると訴えた。

#### 裁判官の行為の違法性
原告側はまた、一審裁判官について
- 「自己の記憶に反して不本意」なものであると第一発見者が述べた検面調書の証拠採用（刑訴法第321条第1項第2号の自己矛盾供述許容規定に当らない[181]）
- 「検問表」を丸暗記しただけの警官の証言の採用（刑訴法第324条の伝聞証拠禁止原則違反[153]）
- 検察側すら争わなかった遠藤車とバスのすれ違い地点に関して、弁護側に抗弁する機会も与えず、無断で「現場より新潟市方面の地点」へとずらした不意打ち認定（刑訴法第308条・憲法第37条第2項に関する最高裁判例[182][183]違反[129]）
- 右後輪のシミが検問で見過ごされたという不合理な認定
- 検察側と弁護側が激しく争っていたはずの、付着物の発見場所についての判断回避
- 血液予備試験結果が陰性であれば血液ではない、という法医学の常識に反した認定
- 江守鑑定および船尾鑑定を、なんら合理的な理由を示すことなく排斥した恣意性
- 事故様態について、上山鑑定の「2回の轢過」という部分のみを採用し、「被害者はうつ伏せであった」との部分を対抗鑑定もなく無視した恣意性（証拠裁判主義違反[184]）
- 部分的に採用した上山鑑定と矛盾する、1回のみの轢過を示す遠藤の自白の証拠採用（刑訴法第378条第4項の理由齟齬[102]）
- 同じく、「右後輪に人血が付いている」との偽計を用いて引き出された自白の証拠採用（最高裁判例[185]違反[102]）
- 布目痕鑑定に関する検察側立証を撤回させ、その反面で、立証がほぼ終了していた段階での検問関係の検察側補充立証を許容した偏頗性（刑訴法第294条の訴訟指揮権の濫用[147]）

において、遠藤を何としてでも有罪に導こうと、付与された権限の趣旨に明らかに反した権限行使を行った、と主張した。
控訴審裁判官についてはこれに加えて、
- 伝聞証拠に過ぎない「検問表」の証拠採用
- 遠藤の職場で付着物が発見されていたにもかかわらず、証拠保全措置もなく遠藤自身に岩沼署までトラックを運転させた、という不合理な認定（「被告人の員面調書には、職場で付着物が発見されていないとは明記されていない」と判示した、近代裁判から逸脱した「推定有罪」の論理[142]）

において、一審裁判官と同様、故意または単なる過失に留まらない重大な過失・違法が存在する、と述べた。
庭山は、一審判決について「こういう判断をする裁判官はその職を退いてもらうほかないとさえ思う」と怒りを露わにし、阿部もまた、控訴審裁判官が「検問表」作成者の立場を独自に認定したような、証人の立場を意図的に歪める行為は「もとより証拠の解釈などという問題ではない」、「司法権・裁判権を裁判官に付託した主権者の国民に対する重大な裏切り行為である」と述べ、一審・控訴審判決は「結論を決めた行政処分のようなものであって、真の意味での裁判ではない」と批判した。庭山の他に、阿部泰隆・小田中聰樹や宗岡嗣郎などの法学者も、本判決を国賠法上違法であると指摘している。
一方、この訴訟で原告側が提出した訴状においては、桂鑑定が「箸にも棒にもかからない鑑定」と批判され、その反応時間が桂の謳うものと違っていることにも弁護側は一審から気付いていた、とされている。この点について桂は、その批判には理由の説明すらなく、また反応時間の違いに一審から気付いていたのなら、なぜその疑問を照会も証人申請もせずに放置したのか、と抗議の弁を述べている。

### 国賠一審判決
だが、1996年3月19日に東京地裁裁判長の村田鋭治が言渡した判決は、国家賠償の実情について「画餅と化している」とまで批判しながら、原告側の主張をすべて退けるものであった。

#### 検察官の行為について
起訴検察官の行為の違法性については、一審・控訴審と審理が重ねられてなお有罪判決が下された事実を考慮すれば、公訴の提起・追行が違法であったとは言えない、とされた（検察官の責任については、その訴追裁量が極めて緩やかに設定されていることから、庭山も訴訟が成功するとは当初から考えていなかった）。

#### 裁判官の行為について

##### 総論

###### 違法性の判断基準
国賠判決はまず裁判の違法性問題総論について、判決が確定した場合と、上訴・再審によって原判決が取り消された場合を区別しない従来の裁判例を批判する。そして、確定判決に国賠法上の違法を問い得るまでの瑕疵が存在するのであれば、国賠訴訟以前に上訴・再審によって不当の是正を図るべきであり、取消しを待つことなく国賠訴訟の対象となる違法な行政処分（後見的・潜在的な司法審査対象）とは同一視すべきでない、と述べる。そして、確定判決に対する国賠訴訟は司法自らによる三審制の否定であり、許されないと判示する。
次に判決は、判決が上訴・再審によって取り消された場合であっても、前訴が即座に国賠法上違法とはならない、として結果違法説を否定する。そして、単なる事実認定や法令解釈に関する見解の相違を違法に問うことは、自由心証主義の趣旨に反し、時代的・社会的状況の変化を無視するものである、と批判する。また判決は、裁判官の職務行為の違法性を「不法な目的」、すなわち悪意に基づくものに限定する違法性限定説にも反対する。違法性を悪意に限定することは、国賠法第1条第1項の定める要件「故意又は過失」と齟齬し、そもそも裁判官の内心に立ち入る時点で立証不可能なものである、と述べる。
この点から判決は、裁判官が悪意を持って遠藤に有罪判決を下したという原告側の主張を、裁判官を法廷に引きずり出して不満を弾劾するための方便に過ぎず、また彼らの内心を問題とする立証不可能なものである、と批判した。そして、「公務員が職務上与えた損害は個人が責を負わない」とする芦別事件国賠判例を援用し、本件訴訟の裁判官個人を対象とした部分は「やや冷静な証拠判断から離れた主観的・感情論に基づく主張に終始した」失当なものである、と退けた。
そして判決は裁判行為の違法性について、職務行為基準説の中で、裁判官が「著しく不合理な事実認定」を行った場合に国賠法上の違法性が認められる、とした。そしてその基準については、「普通の裁判官の少なくとも4分の3以上の裁判官が合理的に判断すれば、当時の証拠資料・情況の下では、到底そのような事実認定をしなかったであろうと考えられる」場合である、と設定した。控訴審についても、事後審であることはより高度な裁判所法・刑訴法上の義務履行が求められるものではなく、一審と同程度の基準による違法性判断で足りる、とした。

###### 刑事判決に対する評価
国賠判決は一審判決を、先に情況証拠（第一発見者やバス運転手の証言）によって遠藤を有罪と結論した後で、無罪を推定させる証拠を切り捨ててゆく手法を用いたがために、各証拠が孕む合理的な疑いや、真犯人特定のためのより合理的なアプローチを見逃した、と批判した。そしてそもそも、交通事件という開かれた場において、情況証拠に基づいて「遠藤車以外に轢過車両は存在しない」という悪魔の証明を求めたことに無理があった、と指摘した。国賠判決は控訴審判決についても、「控訴趣意書に凝縮された各争点について、合理的疑いをもって審理すれば、本件無罪判決の指摘する本件一審判決についての疑問に気づいてしかるべきであった」と批判し、対する上告審判決を「理想的なあるべき刑事裁判の姿を示している」と称賛した。
しかし国賠判決は同時に、現状の裁判実務では、上告審の理想的なスタンスとは裏腹に「『真犯人を見逃してはならない』との命題に近い立場から」情況証拠・間接事実を総合的に判断して有罪を認定するスタンスも存在する、と指摘する。そして、一審・控訴審判決はともに、「普通の裁判官の少なくとも4分の3以上の裁判官が合理的な判断をすれば、当時の証拠資料・情況の下では到底そのような事実認定をしなかったであろうと考えられるほど著しい事実誤認」は犯していない、と結論した。

##### 各論

###### 第一発見者の証言について
国賠判決によれば、まず「現場付近で最後に4トントラックとすれ違った」とする第一発見者の証言は、交通量の少なかったであろう現場の状況を、詳細かつ一貫して供述している。目撃したトラックを「冷凍車ではない」と述べた検面調書についても、第一発見者は初めての出廷で動揺していたと思われる一審第7回公判のみにおいてそれを否定し、またそれと矛盾する別の調書が存在した形跡もない。その任意性に関する争いも、特信性判断の前提判断に過ぎない。

###### 検問関係の証言について
検問についても、車体前面を中心に5分程度見分しただけでは、右後輪の付着物が見過ごされた可能性は排除できない。控訴審裁判官が検問の実地検証申請を却下した点についても、実際の検問手順が不明であるうえ、「付着物の存在を知らない」心理状態での再現検証が不可能であることを考慮すれば、不当とは言えない。
現場から検問所までの車列についても、遠藤と後続トラック運転手の双方が、車列変更がなかったことを認めている。また、現場から検問所までに存在する4本の枝道も、未通や極端に交通量の少ない道であるとの報告が、警察からなされている。「検問表」を丸暗記しただけとされる警官についても、警官は公判段階での補充捜査には従事しているため、「その証言内容が伝聞供述にはあたらないとする考え方が、必ずしも成り立たないものではな」い。また確かに控訴審判決は、被告側も認めるように、検問票を「検問表」に書き写した警官を検問票作成者と認定する誤りを犯した。しかしこの警官の証言は、他の証言を補強する証拠採否手続きに関するものに過ぎず、誤判を直接的に招来したものではない。

###### アリバイ成立の可能性について
遠藤のアリバイ主張についても、遠藤の供述に従えば、酩酊状態の被害者が現場まで30秒程度で20メートル以上移動してきたことになる不自然性がある。また上告審判決の指摘とは異なり、実況見分調書添付写真からは、現場付近にはタクシー会社の電飾看板と同大同形の看板が数多く設置されていたことが確認できる。よって、バスとのすれ違い地点に関する遠藤の供述にも疑念を挟む余地がある。さらに控訴審判決では、新たにタコグラフとタイムカードも引用してバス運転手の証言が検討されており、控訴審は一審に対するチェック機能を果たしたと評価できる。
遠藤車とバスのすれ違い地点を裁判官が独自に認定した点についても、検察側から異議がなかったことは民事裁判での自白のように認定を固定する効果までをも持たないため、結局は弁護側主張の信用性判断の問題に過ぎない。

###### 遠藤の自白について
遠藤の自白についても、実況見分の際に痕跡が残っていない事件現場をほぼ正確に指示し、また記憶にない事柄については一貫してそのように述べている点から、取調官による強制があったとは認められない（ただし、遠藤が自車の点検や上司への報告を行った形跡がない点から、その自白は完全に自発的なものではなく、取調官の示唆に基づくと解するのが自然ではあった）。

###### 付着物の発見経緯について
一審判決が付着物の発見経緯について判断を回避した点についても、刑事判決が必ずしも被告人の主張すべてに理由を説示する必要はない（刑訴法第44条および第335条）。宮城県警が遠藤の職場でトラックから付着物を発見していた、という控訴審判決の認定についても、「常に、その発見場所において直ちに押収手続が行なわれるものでなく、〔中略〕場合によっては、最寄りの警察署等において押収手続をとることもあり得る」ため、著しく不合理とは言えない。付着物が捏造されたという原告側の疑念についても、得られた鑑定結果の薄弱さからすれば考えられない。

###### 各鑑定について
上山鑑定についても、その「被害者はうつ伏せであった」という部分は江守鑑定・井上鑑定によって批判されている。一方の江守鑑定についても、その右後輪のみによる轢過を前提とした部分は井上鑑定・上山鑑定によって批判されている。控訴審段階で江守が提出した鑑定補充書にも、なぜ自鑑定が「右前輪による轢過如何に影響を受けない」のかについて充分な回答がない。控訴審判決も、事故様態については新たに鑑定書・調書を検討して独自の認定を行っている。このように、元来極めて解明困難である交通事故様態に関する意見が各鑑定人の間で食い違っており、裁判官はその状況下で「『真犯人を見逃してはならない』との命題に近い立場から」各証拠を総合評価するスタンスを取ったと思われる。
桂鑑定が使用した顕微沈降反応法の有用性は、船尾も認めるところである。また、その鋭敏度も船尾鑑定による輪環反応法の1万倍を誇るため、桂鑑定の採用と船尾鑑定の排斥についても不合理とは言えない。控訴審判決が、新潟県警鑑定による血液予備試験結果のみから人血反応を肯定し、試料の希釈を理由に船尾鑑定を排斥した、という原告側の主張も、判示を誤読したに過ぎない。

#### 判決に対する批判

##### 法律論について
国賠判決は、結果違法説を「自由心証主義の趣旨に反し、時代的・社会的状況の変化を無視するもの」として否定し、職務行為基準説を採用した。これについて宗岡は、自由心証主義とはそもそも、裁判官による自由な心証形成を認める（すなわち、司法権の独立を保障する）ことが無辜の処罰を典型とした国家不法行為の抑制に繋がる、という経験則に支えられたものである。よって自由心証主義は「疑わしきは罰せず」の下位規範であり、それをどれだけ拡大したとしても、結果生じる無辜の処罰を正当化する機能を持ち得ない、と批判した。
また宗岡によれば、「時代的・社会的状況の変化」に影響されない解釈が存在しないことを前提とするのであれば、結果違法説のみならず職務行為基準説もまた成り立ち得ない。そして、違法性を「著しく不合理な事実認定」であるか否かのみで判断する職務行為基準説は、「事実誤認によって被告人が被った権利侵害」という現実を判断の埒外に置き、「国家による人権侵害の弾劾」という国賠訴訟の本来的核心を、訴訟の背後へと後退させるものである、とされる。
一方、国賠判決は職務行為基準説に基づき、裁判官の行為に違法性が生じる基準を「普通の裁判官の少なくとも4分の3以上の裁判官が、合理的な疑いを持って無罪の事実認定をしたであろう事案」について有罪判決を下した場合である、とも判示している。しかしこれについて庭山は、どのように4分の3を超えたかを判断するかがまったく不明であり、また4分の3以上の裁判官がおかしいと感じなければ違法にはならないという考えは、有罪確信の定義である「道徳的確実性」や「確実性に接着した蓋然性」などの概念とも衝突する、と批判した。
また国賠判決は、情況証拠・間接事実を総合的に判断して有罪を認定するスタンスが裁判実務の現状であることを指摘し、一審判決を免責している。これについても庭山は、裁判実務が積極的実体的真実主義（すなわち犯人必罰主義）にあることを容認するものであり、明白な刑訴法第1条および憲法第37条（デュー・プロセス）違反である、と批判している。

##### 事実認定について

###### アリバイ関係の証言について
国賠判決は、遠藤の供述の「現場から検問所までは追い越しも追い越されもしなかった」という部分を理由に、遠藤車と後続トラックとの間に車列変更がなかったという一審判決の認定が著しく不合理とは言えない、とした。しかし同時に、何事もなく運転していたはずの遠藤が、「タクシー会社の電飾看板付近でバスとすれ違った」と記憶しているのは不自然であるとして、遠藤のアリバイを否定した一審判決の認定も著しく不合理とは言えない、とも述べている。さらには、「すれ違い車両は、現場よりいわき市方面での一台のみである」と述べた第一発見者の証言を理由として、遠藤車の犯行車両性を肯定した一審判決の認定も免責している。
このように一審判決は、遠藤の運転中の記憶に関する証言のうち、遠藤のアリバイを補強する部分のみを排斥するが、同じく第一発見者の運転中の記憶に関する証言であるにもかかわらず、遠藤のアリバイを否定する内容は採用している。
また国賠判決は、遠藤の供述に従えば「酩酊状態の被害者が現場まで30秒程度で20メートル以上移動してきたことになる」不自然性を指摘して、遠藤のアリバイを否定した一審判決の認定は著しく不合理とは言えない、とも述べている。しかし、その判断の前提である「30秒」という数値はバスの速度から割り出した不正確なものに過ぎず、「20メートル」という数値に至ってはほぼ完全に一審裁判官の想定に過ぎない。国賠判決は「この事実認定が原告のアリバイを否定するためのものとしては仮説を含んだもので、依然、疑問が残るといわざるをえないが」、なおも著しく不合理とは言えない、とした。
宗岡はこれを要するに、一審判決は現実に存在したか不明確な状況（フィクション）を想定しておいて、それを基準に供述の信用性を判断するという推理小説と同レベルの認定を行っている、と述べた。そして、「現実を審判する」という刑事裁判の大前提を崩せば、判決に対する一切の批判は「見解の相違」に吸収され、事実に基づく検証そのものが成り立たなくなる、と批判した。
また庭山によれば、自由心証主義の下では裁判官は、当事者主義に基いて中立の立場をとることが求められる。しかし一定の条件の下では、「被告人側に傾いたピサの斜塔」であることが許容される。例えば刑訴法第298条第2項によれば、職権発動によって問題を取り上げなければ被告人に決定的に不利になる場合には、裁判所はその問題を当事者に注意喚起する必要がある。そして遠藤のアリバイ主張はまさにこれに該当し、一審・控訴審判決は明白に刑訴法第308条および憲法第37条第2項に違反するにもかかわらず、国賠判決はこれに一切触れなかった、と庭山は批判した。

###### 付着物関係の証言について
国賠判決は、「トラックからの付着物は遠藤の職場では発見されなかった」という遠藤の上司の証言を退け、「付着物は職場で発見されていた」という警官らの証言を採用した控訴審判決についても、「場合によっては、最寄りの警察署等において押収手続をとることもあり得る」ため、著しく不合理とは言えないとした。
これについても宗岡は、ひき逃げ事件の直後に被疑者の車両から「血痕様付着物」を発見しておきながら、なぜ即座に証拠保全も記録も行わなかったのかについての検証がなされていない、と批判した。そして、この点を無視して「場合によってはあり得る」ため「著しく不合理とは言えない」というような違法性判断を行うことは、どれほど恣意的な事実認定さえ免責してしまうものに他ならない、と述べた。

###### その他の証言について
国賠判決は「検問表」を丸暗記しただけの警官についても、「報告書の作成経緯およびその過程で知り得た事項」について証言しただけであるため、「伝聞証拠に当たらないとは言えなくもない」とした。原告側はその「知り得た事項」の中に「検問表」の内容が含まれてる伝聞性を訴えていたが、国賠判決はこれについて一切触れなかった。原告側の訴えである、「無理矢理作成された」はずの第一発見者の検面調書を、その特信性を肯定せんがために、片々たる情況証拠をかき集めた一審裁判官の訴訟態度についても、国賠判決は具体的には触れなかった。

##### 総合的なスタンスについて
国賠判決は、控訴審判決が「合理的疑いを持って審理すれば、上告審が指摘する一審判決についての疑問に気付いて然るべきであった」と指摘する。これはすなわち、控訴審裁判官が「合理的疑いを持って審理」しておらず、「疑わしきは罰する」という「不法な目的」を持って審理に臨んだことを明示している、と庭山は批判した。最終的に庭山は、「『実務の実際においては疑わしきを罰してもやむを得ない』と明言している」本国賠判決に対しては、「その他の刑訴法違反問題を検討する意欲を失った」と述べている。
一方で国賠判決は、上告審判決を「理想的なあるべき刑事裁判の姿を示している」と称賛する。しかし、上告審判決の指摘は一般大衆の日常生活における「常識」であり、これを「理想」とする国賠判決こそが、一審・控訴審判決と同じく日常生活の常識から大きく乖離したものである、と宗岡は批判した。そして宗岡も、「もし、この事例において過失がないと言うのであれ、民事過失であれ刑事過失であれ、もはや裁判所に過失を認定する資格はない」と結論している。

### 国賠控訴審

#### 第一発見者の検面調書について
棄却判決を不服として東京高裁へ控訴した原告側は、次なる争点として、「すれ違った車は冷凍車ではなかった」という内容の、第一発見者の検面調書について疑念を唱えた。そしてこの検面調書について、
- 冷凍車であることを否定する記述が、文脈に関係なく唐突に出現する
- 調書作成時期の特定できる記述があるページが、他のページと用紙や筆圧が異なる
- そのページになされた第一発見者の署名が、他の第一発見者の筆跡と異なり、調書作成検察事務官のものと酷似している

などの理由から、一審第7回公判の後になって急遽偽造されたものである、と主張した（ただし、第一発見者自身は検察側による偽造を否定している）。

#### 文書提出命令申立て

##### 旧民事訴訟法下
付着物が検問で見過ごされた不自然性をなおも訴える原告側は、そもそも「検問表」などの証拠資料が起訴時点で検察官の手元に存在しなかった可能性も、新たに指摘した。そして、本件の被疑事実に関する送致書・書類目録および関係書類追送書につき、旧民事訴訟法第312条第3号の定める「法律関係文書」および「引用文書」に該当するとして、文書提出命令を申立てた。しかし1997年6月9日に東京高裁は、本件各文書は法律関係文書にも引用文書にも該当しない、として原告側の申立てを却下した。
却下決定によれば、旧民訴法第312条第3号の定める「法律関係文書」とは、挙証者＝所持者間の当該法律関係それ自体、あるいは法律関係の基礎・裏付けとなる事実を明らかにする目的の下に作成された文書を指す。そして、文書の所持者が専ら自己使用の目的で作成したような、いわゆる「内部文書」は法律関係文書に該当しない、とする。
原告側は、捜査資料についても捜査・逮捕によって自由の制約が生じる点で「捜査法律関係」が成立する、として本件各文書も法律関係文書に含まれると主張していた。また、送致書・書類目録は弁解録取や勾留理由開示手続きなどに利用されるもので、挙証者と所持者らの共同の目的・利用のために作成された「共通文書」であって内部文書ではない、とも主張していた。しかし決定は、送致書・書類目録や関係書類追送書はいずれも、警察＝検察官間で送致の手続き・内容を明確化し、事件処理を円滑化するための連絡用内部文書に過ぎない、とした。
この決定は、捜査資料が「捜査法律関係」文書に該当する、として提出命令申立てを容認する近時の裁判傾向に対し、伝統に立ち帰って「法律関係文書」を狭く解釈する先例的意義を認められている。

##### 新民事訴訟法下
原告側はこれを不服として特別抗告を申立てたが、旧民訴法第419条の2の定める抗告理由に当たらない、として最高裁はこれを退けた。しかし、翌1998年には改正民訴法が施行され、「専ら文書の所持者の利用に供するための文書」を例外として、文書提出義務が一般化されるようになった。そこで原告側は、1999年3月22日に再度文書提出命令を申立てたが、やはり東京高裁の塩崎勤裁判長は8月2日にこれを却下した。
さらに原告側は、新たに設けられた許可抗告制度を利用し、再び最高裁の判断を仰いだ。しかし、2001年7月13日に最高裁は、3対2の僅差で申立てを却下した。3名による多数意見は従来通り、捜査書類は法律関係文書に該当しないというものであったが、河合伸一・梶谷玄両裁判官は、捜査書類についても提出義務を認めるべきとする少数意見を展開している。
両裁判官の反対意見によれば、本件各文書は
- 刑訴法などによって規律された被疑者＝検察官間の法律関係に際して作成されている
- 民事上の実質的対等確保に必要とされる
- 警察・検察・裁判所への提出が予定されており、裁判官も刑事手続上参照する
- 犯罪捜査規範により作成が義務付けられている

などの理由から内部文書に該当せず、提出義務が課されるとされた。また民事法学者である町村泰貴も、公益の代表者たる検察官および国には、冤罪発生原因に少しでも関連する捜査資料を開示する責任があると指摘する。そして、冤罪事件の国賠訴訟においては、捜査資料も法律関係文書に含まれると定型的に解釈すべきである、と最高裁決定を批判している。

### 国賠控訴審・上告審判決
その後、2002年3月13日に雛形要松が指揮する東京高裁は、一審と同様の判断基準に基づき、遠藤による国賠請求につき控訴棄却の判決を下した。第一発見者の検面調書が偽造された、という原告側の主張についても、それを認めるに足る証拠はないとして退けられた。原告側はさらに上告したが、2003年7月11日に梶谷玄が指揮する最高裁第二小法廷も上告を棄却し、遠藤の敗訴が確定した。